# Missy-aux-Bois
Missy-aux-Bois ist eine französische Gemeinde mit 98 Einwohnern (Stand: 1. Januar 2022) im Département Aisne in der Region Hauts-de-France (frühere Region: Picardie). Sie gehört zum Arrondissement Soissons und zum Kanton Soissons-2.

## Geographie
Die Gemeinde Missy-aux-Bois liegt an der Route nationale 2, die Paris mit Soissons verbindet, rund acht Kilometer südwestlich von Soissons. Nachbargemeinden von Missy-aux-Bois sind Saconin-et-Breuil im Norden, Courmelles im Nordosten, Ploisy im Osten, Chaudun im Süden sowie Dommiers im Westen.

## Bevölkerungsentwicklung
| Jahr                       | 1962 | 1968 | 1975 | 1982 | 1990 | 1999 | 2011 | 2022 |
| Einwohner                  | 110  | 104  | 104  | 107  | 107  | 102  | 111  | 98   |
| Quellen: Cassini und INSEE |      |      |      |      |      |      |      |      |

## Sehenswürdigkeiten

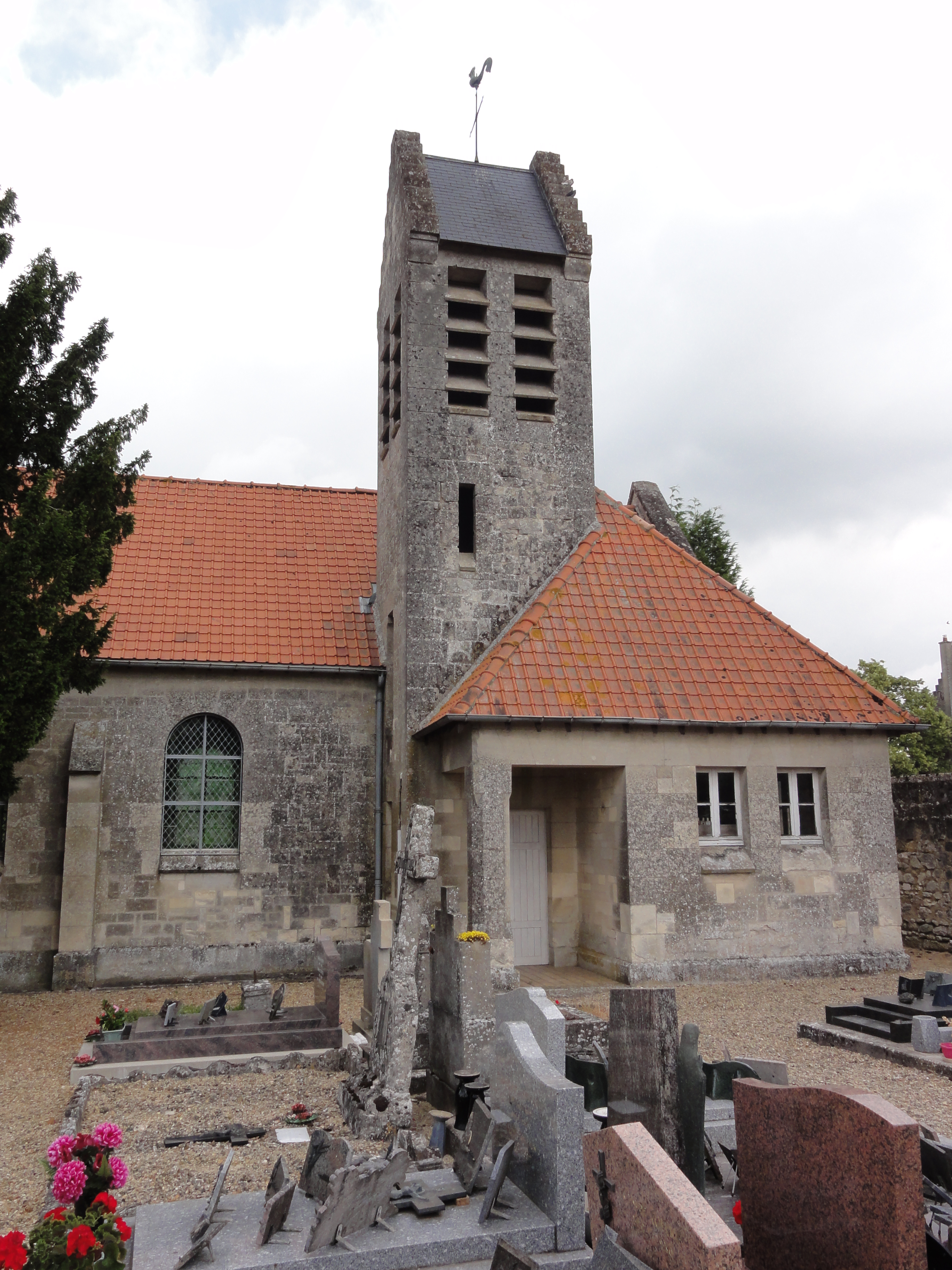
Kirche Notre-Dame
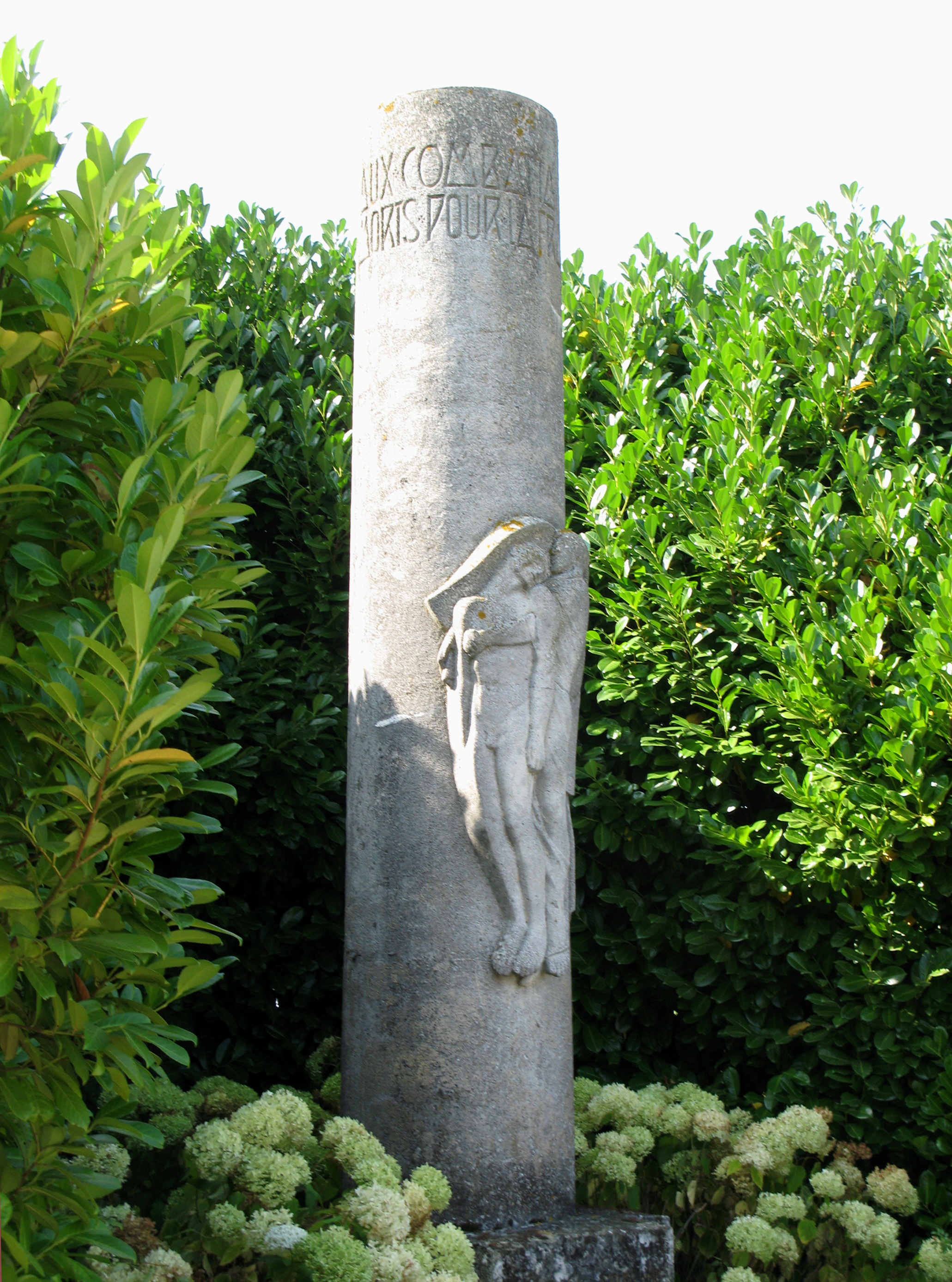
Gefallenendenkmal

- Kirche Notre-Dame
- Gefallenendenkmal